# Frank Lubin
Frank John Lubin (en lituano: Pranas Jonas Lubinas; Los Ángeles, California, 7 de enero de 1910-Glendale, California, 8 de julio de 1999) fue un baloncestista lituano-estadounidense. Medía 2,01 m y su posición en la cancha era la de pívot. 
De familia lituana instalada en California, Lubin nació en 1910 en Los Ángeles, con el anglosajonizado nombre de Frank John Lubin. Tras jugar en la prestigiosa universidad de UCLA formó parte del equipo que patrocinaba la factoría de cine Twentieth Century Fox en la liga amateur de baloncesto. En 1936 juega para Estados Unidos en los Juegos Olímpicos de Berlín, con la que logró el oro olímpico. En Berlín se le plantea la posibilidad de representar a Lituania a petición de la federación del país báltico. Lubin acepta y juega el Eurobasket de Lituania para su país de origen, que por aquel entonces era un país independiente, ganando la medalla de oro.
Antes de la anexión soviética de Lituania, Lubin decidió regresar a Estados Unidos, al equipo de la Twentieth Century Fox. Con los estudios de Hollywood jugaría hasta los 54 años, y viviría el resto de su vida junto a su familia en California, donde moriría en 1999. Sus restos reposan en el Cementerio Nacional de Riverside.

## Clubes
- 1927-1931: UCLA
- 1931-1932: Pasadena Majors
- 1932-1933: Olympic Club
- 1933-1936: Universal Studios
- 1939-1955: 20th Century Fox
- Hollywood YMCA